# Nat Geo People

Logo Nat Geo Adventure, in uso dal 1º maggio 2007 al 28 febbraio 2014.

Nat Geo People, precedentemente Adventure One e Nat Geo Adventure è un canale televisivo, nato dalla collaborazione tra Fox e National Geographic Society, che trasmette documentari riguardanti i popoli e gli stili di vita. Il canale è presente in più di 50 paesi.

## Storia
Adventure One (A1) venne lanciato il 1º gennaio 1994, venendo rinominato il 1º maggio 2007 come National Geographic Adventure, inserendosi tra i canali marchiati National Geographic. Tutti i paesi hanno adottato la modifica, ad eccezione del Regno Unito, dove invece A1 è diventato Nat Geo Wild.
Nat Geo Adventure è rivolto a un pubblico più giovane, offre una programmazione basata soprattutto sull'avventura all'aperto, viaggi e storie che raccontano la gente mentre esplora il mondo.
All'inizio del 2008, Nat Geo Adventure Australia e Nat Geo Adventure Italia hanno lanciato una nuova funzionalità di condivisione di video sul loro sito web, chiamato BlogNotes.
Nel 2010, Nat Geo Adventure ha lanciato il suo canale in alta definizione (HD) in Asia tramite AsiaSat 5.
Ha lanciato anche una versione HDTV in Italia, su Sky Italia, canale 410 a partire dal 1º febbraio 2012. Al momento del lancio, la versione in definizione standard del canale venne chiusa.
Il 30 settembre 2013 è stato annunciato che nei primi mesi del 2014 Nat Geo Adventure sarebbe stato sostituito da Nat Geo People. Attualmente disponibile in 50 paesi a livello internazionale. Il cambiamento ha visto la programmazione concentrarsi su usi e costumi di popoli e culture del mondo. La versione italiana ha terminato le sue trasmissioni al 1 ottobre 2019.

## Paesi di trasmissione
- Australia
- Hong Kong
- Guam
- India
- Indonesia
- Israele
- Giordania
- Siria
- Libano
- Iraq
- Arabia Saudita
- Oman
- Qatar
- Bahrein
- Libia
- Egitto
- Sudan
- Emirati Arabi Uniti
- Kuwait
- Algeria
- Tunisia
- Marocco
- Yemen
- Filippine
- Singapore
- Thailandia
- Kazakistan
- Kirghizistan
- Maldive
- Mongolia
- Nepal
- Sri Lanka
- Pakistan
- Papua Nuova Guinea
- Vietnam
- Corea del Sud
- Palau
- Macao
- Cambogia
- Giappone
- Germania
- Turchia
- Taiwan
- Malaysia